# Teinophaus matilei
Teinophaus matilei är en insektsart som beskrevs av Christiane Amédégnato och Poulain 2000. Teinophaus matilei ingår i släktet Teinophaus och familjen gräshoppor. Inga underarter finns listade i Catalogue of Life.